# DOWAエフテック
 DOWAエフテック株式会社 （どうわエフテック、英: DOWA F-Tec Co.,Ltd.）は、岡山県久米郡美咲町に本社を置くフェライト粉の製造を行うDOWAエレクトロニクスの関連会社である。

## 概要
柵原(美咲町)、塩田(和気町)、シンガポールの工場を拠点に、世界へ供給を行う。ボンド異方性フェライト粉で世界の60％以上のシェアを誇る。

## 沿革
- 1922年 - 6月、創業。

## 営業拠点
- 久米郡美咲町

柵原工場
- 和気郡和気町

塩田工場
- シンガポール

DOWA F-TEC SINGAPORE PTE.LTD. (子会社)